# 納豆餅
納豆餅（なっとうもち）は、岩手県、山形県、茨城県、新潟県、京都府などで食べられている納豆を用いた餅料理。

## 概要
正月用の納豆を年末に作る風習は日本各地にある。上述の地域に限らず、東北地方では年末に作った納豆を納豆餅にして正月に食する。
山形県上山市、茨城県八郷町では、地域の人にふるまうための正月の祝い料理として納豆餅が利用されている。

## 東北地方
東北地方で一般的に食される納豆餅は、納豆を餅にからませたものである。
山形県の名物とされる。

## 京都

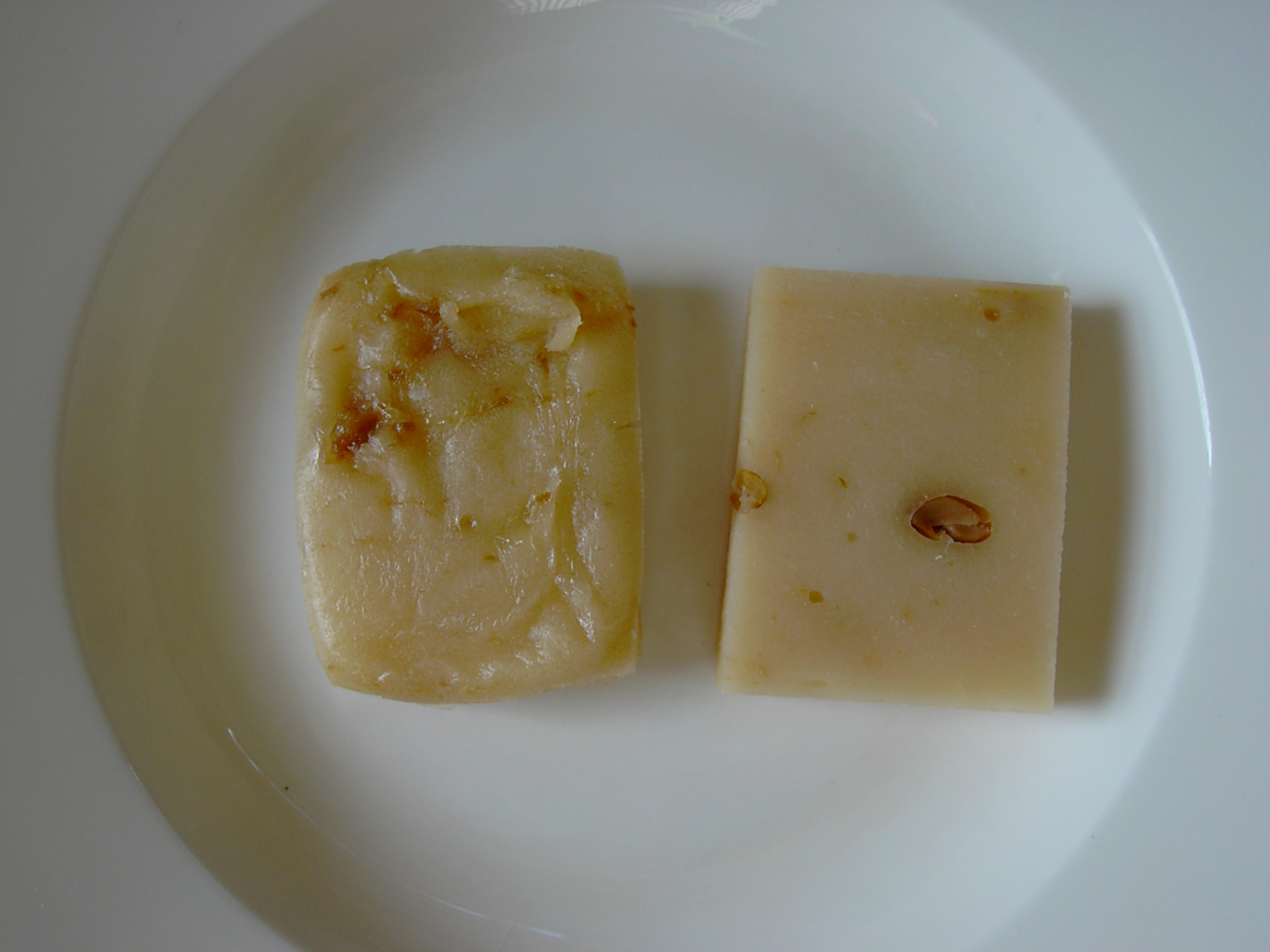
練り込むタイプの納豆餅（左が焼いたもので右は焼く前）

京都の納豆餅は餅で納豆をくるむ、または納豆と餅をともについて餅の中に納豆を練り込んだものを焼いて食する。納豆は砂糖で味付けする。好みできな粉などをまぶす。
京北町（現・京都市）、美山町（現・南丹市）、日吉町（現・南丹市）では黒砂糖を加えて練った納豆を餅でくるんで正月三が日に食べる風習がある。それぞれの地域では納豆餅のつくり方や形が異なる。

## 新潟県
新潟県村上市でも、京都と同じように納豆を餅でくるんだ納豆餅が食されているが、納豆の味付けは塩である。